# Plestiodon
Plestiodon es un género de lagartos perteneciente a la familia Scincidae. Sus especies conocidas se distribuyen por América y Asia

### Características Generales
- Familia: Scincidae.
- Hábitat: Se encuentran en una variedad de hábitats, incluyendo bosques, praderas y áreas urbanas.
- Morfofisiología: Tienen cuerpos alargados y escamas lisas. Sus colores varían desde el marrón hasta el azul brillante, dependiendo de la especie.
- Comportamiento: Son diurnos y suelen ser bastante activos. Se alimentan principalmente de insectos y otros pequeños invertebrados.

### Especies Notables
1. Plestiodon laticeps (Lacerta de cabeza ancha): Conocido por su robustez y cabeza ancha.
2. Plestiodon fasciatus (Escamoso de rayas): Caracterizado por sus bandas distintivas y un cuerpo alargado.
3. Plestiodon skiltonianus (Escamoso de Skilton): Conocido por su capacidad de cambiar de color con la temperatura.

### Reproducción
- La mayoría de las especies son ovíparas, aunque algunas son vivíparas.
- La temporada de apareamiento suele ocurrir en primavera.

### Conservación
- Algunas especies están en peligro debido a la pérdida de hábitat y la urbanización.
- Es importante proteger sus hábitats naturales para asegurar su supervivencia.

## Especies
Se reconocen las 47 siguientes según The Reptile Database:
- Plestiodon anthracinus Baird, 1849
- Plestiodon barbouri (Van Denburgh, 1912)
- Plestiodon bilineatus (Tanner, 1958)
- Plestiodon brevirostris (Günther, 1860)
- Plestiodon callicephalus (Bocourt, 1879)
- Plestiodon capito (Bocourt, 1879)
- Plestiodon chinensis (Gray, 1838)
- Plestiodon colimensis (Taylor, 1935)
- Plestiodon copei (Taylor, 1933)
- Plestiodon coreensis (Doi & Kamita, 1937)
- Plestiodon dicei (Taylor, 1936)
- Plestiodon dugesii (Thominot, 1883)
- Plestiodon egregius Baird, 1858
- Plestiodon elegans (Boulenger, 1887)
- Plestiodon fasciatus (Linnaeus, 1758)
- Plestiodon finitimus Okamoto & Hikida, 2012
- Plestiodon gilberti (Van Denburgh, 1896)
- Plestiodon indubitus (Taylor, 1936)
- Plestiodon inexpectatus (Taylor, 1932)
- Plestiodon japonicus (Peters, 1864)
- Plestiodon kishinouyei (Stejneger, 1901)
- Plestiodon kuchinoshimensis Kurita & Hikida, 2014
- Plestiodon lagunensis (Van Denburgh, 1895)
- Plestiodon laticeps (Schneider, 1801)
- Plestiodon latiscutatus Hallowell, 1861
- Plestiodon liui (Hikida & Zhao, 1989)
- Plestiodon longirostris Cope, 1861
- Plestiodon lynxe (Wiegmann, 1834)
- Plestiodon marginatus Hallowell, 1861
- Plestiodon multilineatus (Tanner, 1957)
- Plestiodon multivirgatus Hallowell, 1857
- Plestiodon nietoi Feria-Ortiz & García-Vázquez, 2012
- Plestiodon obsoletus Baird & Girard, 1852
- Plestiodon ochoterenae (Taylor, 1933)
- Plestiodon oshimensis Thompson, 1912
- Plestiodon parviauriculatus (Taylor, 1933)
- Plestiodon parvulus (Taylor, 1933)
- Plestiodon popei (Hikida, 1989)
- Plestiodon quadrilineatus Blyth, 1853
- Plestiodon reynoldsi (Stejneger, 1910)
- Plestiodon septentrionalis Baird, 1858
- Plestiodon skiltonianus Baird & Girard, 1852
- Plestiodon stimpsonii (Thompson, 1912)
- Plestiodon sumichrasti (Cope, 1867)
- Plestiodon tamdaoensis (Bourret, 1937)
- Plestiodon tetragrammus Baird, 1859
- Plestiodon tunganus (Stejneger, 1924)